# Макаровское (Сандовский район)

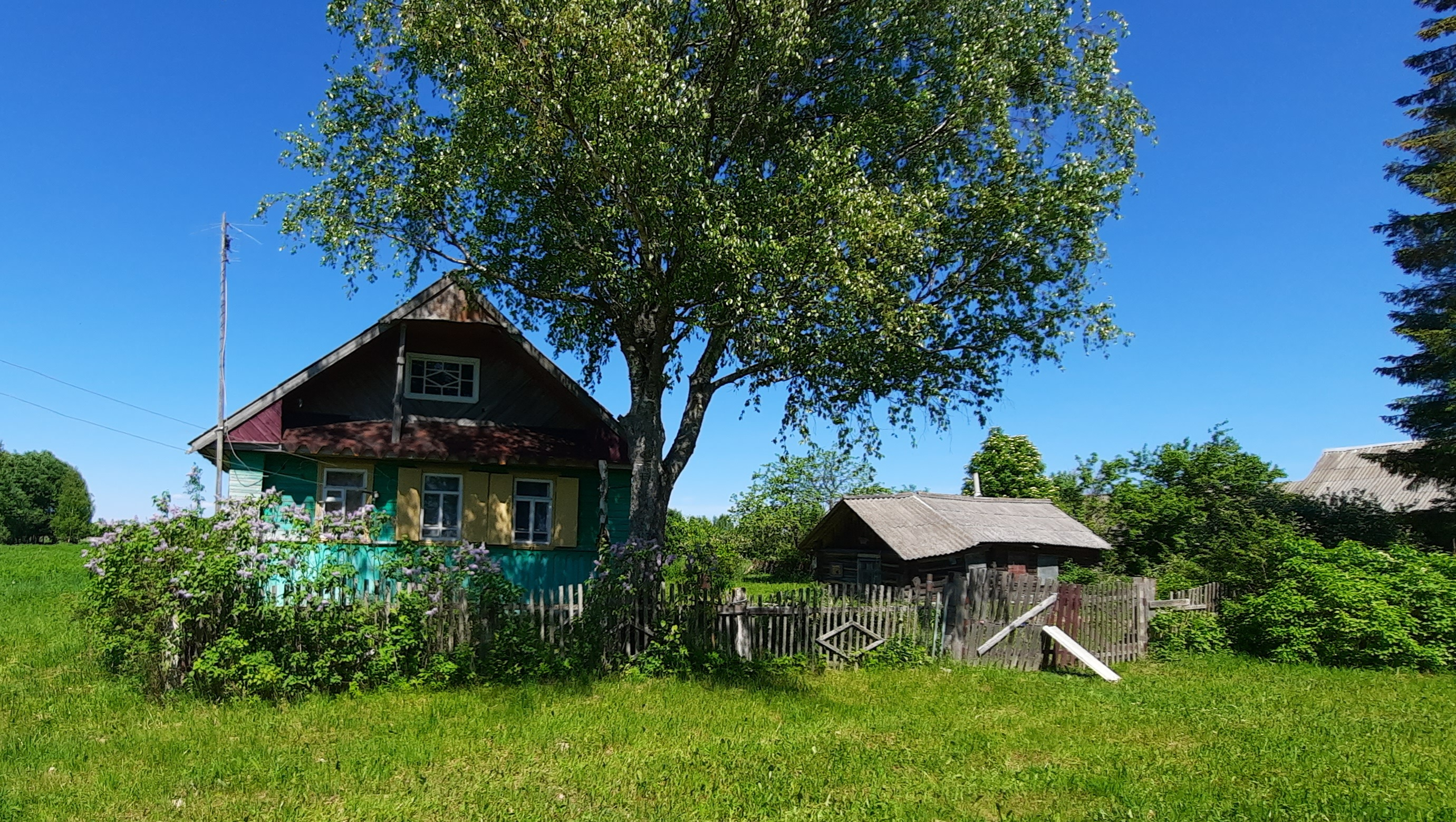
Дом Соловьева.Макаровское.Сандовский

Макаровское — село в Сандовском районе Тверской области.
Расположено в 3 км от села Лукино, в 13 км к юго-западу от районного центра Сандово, на автодороге Сандово — Ладожское (дорога без асфальта, грунтовая/щебень). Примерно в 30 км к северо-востоку от села находится железнодорожная станция Пестово, добраться до неё можно по лесным дорогам через Быково-Белые Межи.
Общественного транспорта нет.
Сотовая связь слабая. ТВ первый цифровой дуплекс. Водопровод только из колодцев. Село электрифицировано.

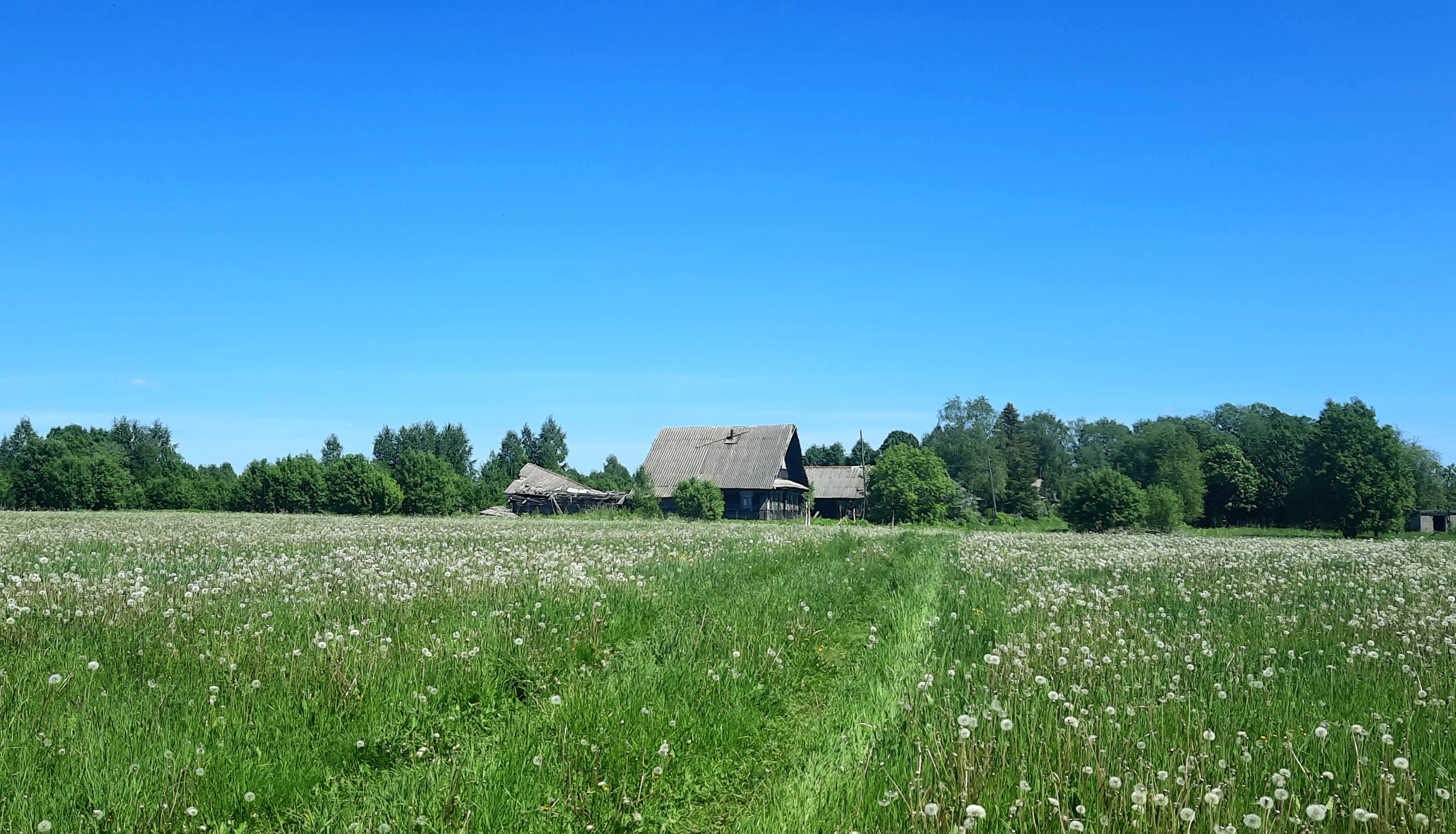
Въезд через поле

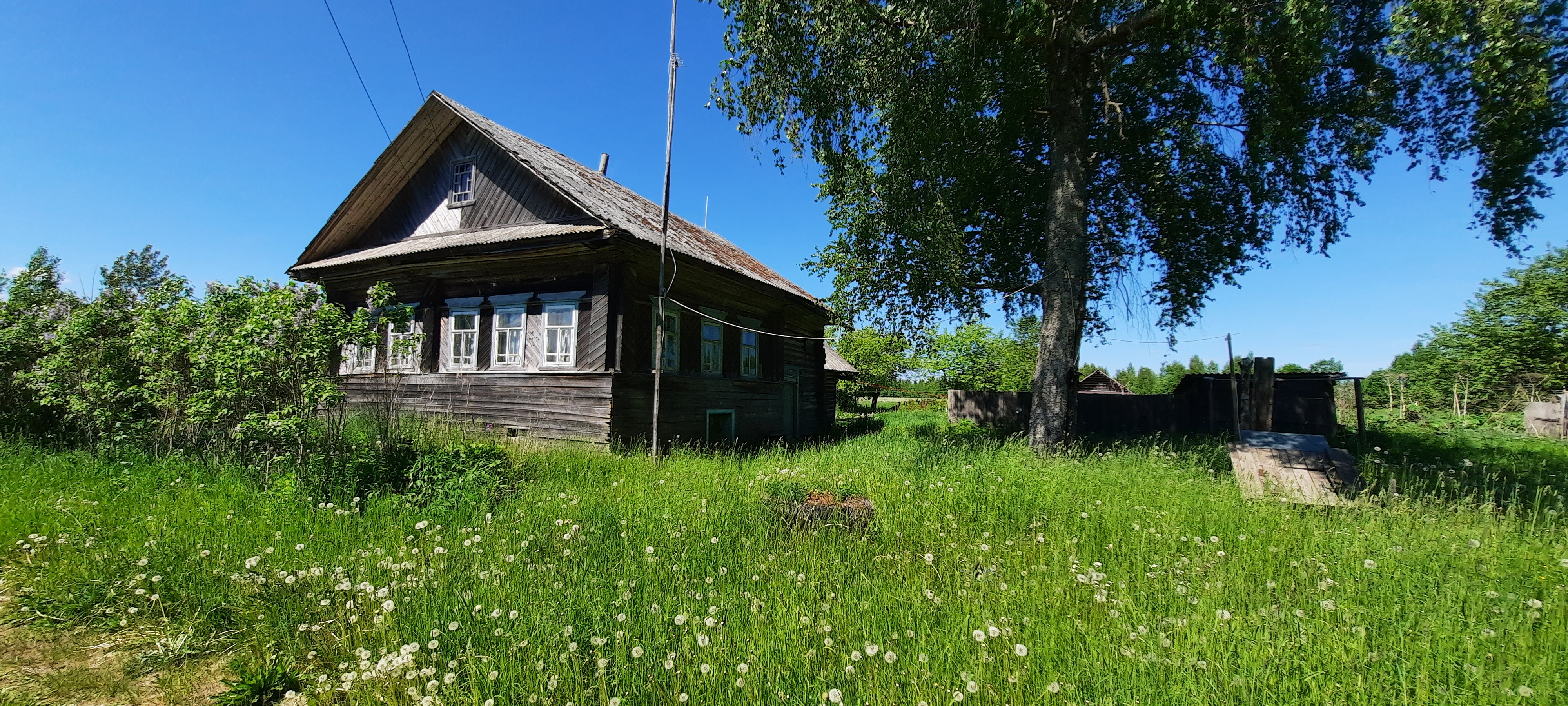
Колодец в Макаровском

| 2010 |
| ---- |
| 1    |